# Danube Upper Austria Open 2024
Il Danube Upper Austria Open 2024 è stato un torneo maschile di tennis professionistico. È stata la 3ª edizione del torneo, facente parte della categoria Challenger 100 nell'ambito dell'ATP Challenger Tour 2024, con un montepremi di 120 000 €. Si è giocato dal 6 al 12 maggio 2024 sui campi in terra rossa del TC Union Mauthausen di Mauthausen, in Austria.

## Partecipanti

### Teste di serie
| Nazionalità | Giocatore               | Ranking* | Testa di serie |
| ----------- | ----------------------- | -------- | -------------- |
| Argentina   | Francisco Comesaña      | 96       | 1              |
| Argentina   | Román Andrés Burruchaga | 148      | 2              |
| Canada      | Gabriel Diallo          | 154      | 3              |
| Finlandia   | Otto Virtanen           | 158      | 4              |
| Germania    | Benjamin Hassan         | 159      | 5              |
| Slovacchia  | Jozef Kovalík           | 164      | 6              |
| Francia     | Ugo Blanchet            | 165      | 7              |
| Giappone    | Sho Shimabukuro         | 171      | 8              |

* Ranking al 22 aprile 2024.

### Altri partecipanti
I seguenti giocatori hanno ricevuto una wild card per il tabellone principale:
- Sandro Kopp
- Joel Josef Schwärzler
- Sebastian Sorger

Il seguente giocatore è entrato in tabellone come alternate:
- Dimitar Kuzmanov

I seguenti giocatori sono passati dalle qualificazioni:
- Max Hans Rehberg
- Mats Rosenkranz
- Mohamed Safwat
- Jérôme Kym
- Gerald Melzer
- Arthur Gea

Il seguente giocatore è entrato in tabellone come lucky loser:
- Sebastian Fanselow

## Punti e montepremi
| Torneo    | Torneo              | V      | F     | SF    | QF    | 2T    | 1T    | Q | Q2  | Q1  |
| Singolare | Punti               | 100    | 50    | 25    | 14    | 7     | 0     | 4 | 2   | 0   |
| Singolare | Premi in denaro (€) | 16 020 | 9 415 | 5 555 | 3 240 | 1 900 | 1 160 | – | 580 | 290 |
| Doppio    | Punti               | 100    | 50    | 25    | 14    | –     | 0     | – | –   | –   |
| Doppio    | Premi in denaro (€) | 6 845  | 4 050 | 2 400 | 1 420 | –     | 800   | – | –   | –   |

## Campioni

### Singolare
Lucas Pouille ha sconfitto in finale  Jozef Kovalík con il punteggio di 6–3, 6–3.

### Doppio
Constantin Frantzen /  Hendrik Jebens hanno sconfitto in finale  Ryan Seggerman /  Patrik Trhac con il punteggio di 6–4, 6–4.